# Високо-купести облаци
Високо-купестите облаци (Altocumulus) са средно високи облаци, които се характеризират с кълбовидни маси на слоеве. Индивидуалните облаци са по-големи и по-тъмни от тези на пересто-купестите облаци и по-малки от тези на слоесто-купестите облаци. Ако слоевете започнат да образуват туфи, поради повишена нестабилност на въздушните маси, тогава високо-купестите облаци могат да станат по-купестообразни по структура.

## Образуване
Високо-купестите облаци се образуват от конвекция. Понякога, слой от частично съединени високо-купести облаци може да се наблюдава пред отслабващ топъл фронт, където облаците започват да се разпокъсват, създавайки участъци с високо-купести облаци между области с високо-слоести облаци. Високо-купестите облаци са често срещани между топлите и студени фронтове в депресии, макар често да бъдат скривани от по-ниски облаци. Често пораждат феномена вирга.
Тъй като могат да се образуват при много различни условия, това обяснява и голямото им количество видове и разновидности. Вертикалната скорост на тези облаци като цяло е слаба, от порядъка на 0,5 m/s и варира в граници от ±2 m/s. Високо-купестите облаци могат да образуват ледени конкреции върху корпусите на самолетите.

## Видове
- Altocumulus stratiformis – обширен слой от отделни или обединени елементи;[4]
- Altocumulus lenticularis – слой под формата на леща или бадем, често много продълговат и обикновено с добре изразени очертания;[4]
- Altocumulus castellanus – облачни кули, които се издигат вертикално и са свързани с обща хоризонтална основа;[4]
- Altocumulus floccus – малки снопчета с купест вид, като долните части на снопчетата обикновено са разкъсани и често са придружавани от влакнести следи;[4]
- Altocumulus volutus – дълга, хоризонтална и отцепена облачна маса с форма на тръба, често въртейки се бавно около хоризонтална ос.[4]

## Разновидности
- Altocumulus translucidus – слой, по-голямата част от който е достатъчно прозрачен, за да разкрива очертанията на Слънцето или Луната;[4]
- Altocumulus perlucidus – слой, при който пространствата между облаците позволяват да се види Слънцето, Луната, небето или по-високите облаци;[4]
- Altocumulus opacus – слой, основната част от който е толкова непрозрачна, че напълно закрива Слънцето или Луната;[4]
- Altocumulus duplicatus – два или повече наслоени участъка, близки един до друг и понякога частично обединени;[4]
- Altocumulus undulatus – отделни или съединени облаци, които са или продълговати и широко успоредни, или подредени в редици;[4]
- Altocumulus radiatus – относително прави успоредни ивици, които като че ли се събират в една точка или две противоположни точки на хоризонта;[4]
- Altocumulus lacunosus – слой или петна, имащи равномерно разпределени кръгли отвори, много от които с ресни.[4]

- Altocumulus perlucidus.
- Altocumulus lenticularis.
- Altocumulus floccus с линия от Altocumulus castellanus.
- Високо-купести облаци при залез.